# Бейтс, Имони
Имони Бейтс (англ. Emoni Bates; род. 28 января 2004, Анн-Арбор, Мичиган) — американский профессиональный баскетболист, выступающий за клуб НБА «Кливленд Кавальерс». Играет на позиции лёгкого форварда.

## Профессиональная карьера
Бейтс был выбран под 49-м номером на драфте НБА 2023 года командой «Кливленд Кавальерс». 7 июля 2023 года «Кавальерс» подписали с ним двусторонний контракт. По условиям сделки он делил время между «Кавальерс» и их фарм-клубом в Джи-Лиге «Кливленд Чардж».
20 августа 2024 года Бейтс подписал еще один двусторонний контракт с «Кавальерс». 7 октября Бейтс перенес артроскопическую операцию по восстановлению разорванного мениска в правом колене. Срок восстановления занял примерно один месяц.

## Статистика

### Статистика в НБА
| Сезон                                                                                    | Команда  | Регулярный сезон | Регулярный сезон | Регулярный сезон | Регулярный сезон | Регулярный сезон | Регулярный сезон | Регулярный сезон | Регулярный сезон | Регулярный сезон | Регулярный сезон | Регулярный сезон | Серия плей-офф | Серия плей-офф | Серия плей-офф | Серия плей-офф | Серия плей-офф | Серия плей-офф | Серия плей-офф | Серия плей-офф | Серия плей-офф | Серия плей-офф | Серия плей-офф |
| Сезон                                                                                    | Команда  | GP               | GS               | MPG              | FG%              | 3P%              | FT%              | RPG              | APG              | SPG              | BPG              | PPG              | GP             | GS             | MPG            | FG%            | 3P%            | FT%            | RPG            | APG            | SPG            | BPG            | PPG            |
| ---------------------------------------------------------------------------------------- | -------- | ---------------- | ---------------- | ---------------- | ---------------- | ---------------- | ---------------- | ---------------- | ---------------- | ---------------- | ---------------- | ---------------- | -------------- | -------------- | -------------- | -------------- | -------------- | -------------- | -------------- | -------------- | -------------- | -------------- | -------------- |
| 2023/24                                                                                  | Кливленд | 15               | 0                | 8,9              | 30,6             | 30,3             | 25,0             | 0,9              | 0,7              | 0,1              | 0,1              | 2,7              | Не участвовал  | Не участвовал  | Не участвовал  | Не участвовал  | Не участвовал  | Не участвовал  | Не участвовал  | Не участвовал  | Не участвовал  | Не участвовал  | Не участвовал  |
|                                                                                          | Всего    | 15               | 0                | 8,9              | 30,6             | 30,3             | 25,0             | 0,9              | 0,7              | 0,1              | 0,1              | 2,7              | Не участвовал  | Не участвовал  | Не участвовал  | Не участвовал  | Не участвовал  | Не участвовал  | Не участвовал  | Не участвовал  | Не участвовал  | Не участвовал  | Не участвовал  |
| Наведите курсор мыши на аббревиатуры в заголовке таблицы, чтобы прочесть их расшифровку. |          |                  |                  |                  |                  |                  |                  |                  |                  |                  |                  |                  |                |                |                |                |                |                |                |                |                |                |                |

### Статистика в Джи-Лиге
| Сезон                                                                                    | Команда        | Регулярный сезон | Регулярный сезон | Регулярный сезон | Регулярный сезон | Регулярный сезон | Регулярный сезон | Регулярный сезон | Регулярный сезон | Регулярный сезон | Регулярный сезон | Регулярный сезон | Серия плей-офф | Серия плей-офф | Серия плей-офф | Серия плей-офф | Серия плей-офф | Серия плей-офф | Серия плей-офф | Серия плей-офф | Серия плей-офф | Серия плей-офф | Серия плей-офф |
| Сезон                                                                                    | Команда        | GP               | GS               | MPG              | FG%              | 3P%              | FT%              | RPG              | APG              | SPG              | BPG              | PPG              | GP             | GS             | MPG            | FG%            | 3P%            | FT%            | RPG            | APG            | SPG            | BPG            | PPG            |
| ---------------------------------------------------------------------------------------- | -------------- | ---------------- | ---------------- | ---------------- | ---------------- | ---------------- | ---------------- | ---------------- | ---------------- | ---------------- | ---------------- | ---------------- | -------------- | -------------- | -------------- | -------------- | -------------- | -------------- | -------------- | -------------- | -------------- | -------------- | -------------- |
| 2023/24                                                                                  | Кливленд Чардж | 27               | 27               | 34,4             | 41,5             | 37,0             | 81,4             | 5,6              | 1,9              | 1,0              | 0,7              | 21,6             | Не участвовал  | Не участвовал  | Не участвовал  | Не участвовал  | Не участвовал  | Не участвовал  | Не участвовал  | Не участвовал  | Не участвовал  | Не участвовал  | Не участвовал  |
|                                                                                          | Всего          | 27               | 27               | 34,4             | 41,5             | 37,0             | 81,4             | 5,6              | 1,9              | 1,0              | 0,7              | 21,6             | Не участвовал  | Не участвовал  | Не участвовал  | Не участвовал  | Не участвовал  | Не участвовал  | Не участвовал  | Не участвовал  | Не участвовал  | Не участвовал  | Не участвовал  |
| Наведите курсор мыши на аббревиатуры в заголовке таблицы, чтобы прочесть их расшифровку. |                |                  |                  |                  |                  |                  |                  |                  |                  |                  |                  |                  |                |                |                |                |                |                |                |                |                |                |                |

### Статистика в NCAA
| Сезон | Команда        | Conf  | Class | GP | GS | MPG  | FG%  | 3P%  | FT%  | RPG | APG | SPG | BPG | PPG  |
| --- | -------------- | ----- | ----- | -- | -- | ---- | ---- | ---- | ---- | --- | --- | --- | --- | ---- |
| 2021/22 | Мемфис         | AAC   | FR    | 18 | 13 | 23,4 | 38,6 | 32,9 | 64,6 | 3,3 | 1,3 | 0,6 | 0,3 | 9,7  |
| 2022/23 | Истерн Мичиган | MAC   | SO    | 30 | 29 | 33,8 | 40,5 | 33,0 | 78,2 | 5,8 | 1,4 | 0,7 | 0,5 | 19,2 |
| Всего | Всего          | Всего | Всего | 48 | 42 | 29,9 | 40,0 | 33,0 | 74,9 | 4,8 | 1,4 | 0,7 | 0,5 | 15,6 |
| Наведите курсор мыши на аббревиатуры в заголовке таблицы, чтобы прочесть их расшифровку Статистика приведена с сайта sports-reference.com |                |       |       |    |    |      |      |      |      |     |     |     |     |      |